# Tratamiento de textos
El tratamiento de textos es el proceso de edición de un texto desde el punto de vista tipográfico, en un soporte digital. Un programa de tratamiento de textos contiene múltiples funciones, que permiten la introducción, corrección y edición de un texto, su almacenamiento en el hardware utilizado, así como su distribución. También incluye todo tipo de fuentes, colores, tipos de letra, párrafos, diseños de página, etc. 

## Historia

### De la escritura a mano a la escritura por ordenador
En los tiempos modernos de la informática, partiendo de la máquina de escribir y la necesidad de borrar partes del texto debido a errores de mecanografía, históricamente, las máquinas productoras de texto se informatizaron durante la era de las máquinas de IBM de bolas en los años sesenta. Estas máquinas de bolas se utilizaban para la mecanografía simple de oficina, que luego se combinó con el uso del dictáfono de casete (y el típex).

Estas máquinas de bolas de tipos también servían como consola del sistema informático IBM. La salida continua de la impresora con sus cintas perforada (con sus marcadores de contenido consistentes en banderolas identificativas) se enviaba a la encuadernadora.
- Datos: Q3307703